# Ōtsuki (Kōchi)
Ōtsuki (jap. 大月町 Ōtsuki-chō) – miasto w Japonii, na wyspie Sikoku, w prefekturze Kōchi. Według danych na rok 2020 miejscowość zamieszkiwało 4 434 mieszkańców , a gęstość zaludnienia wyniosła 43,1 os./km².